# Santee Sioux Reservation

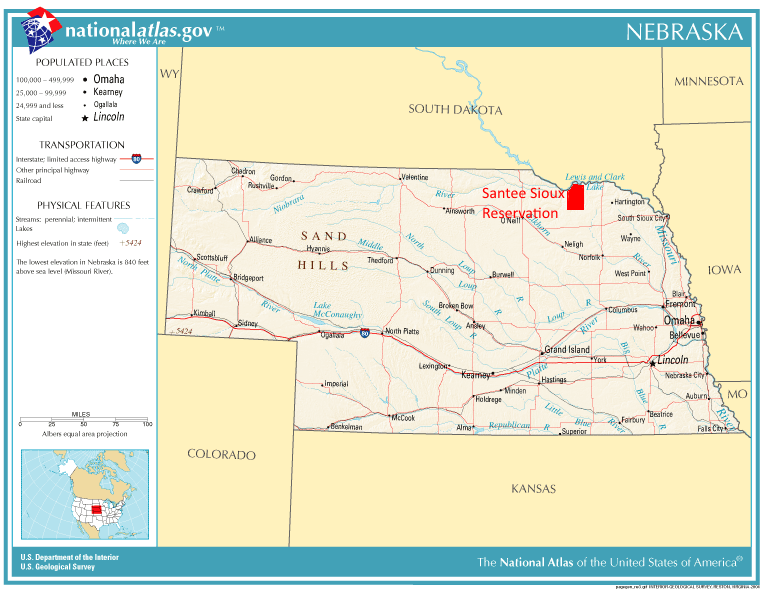
Lage des Reservats in Nebraska

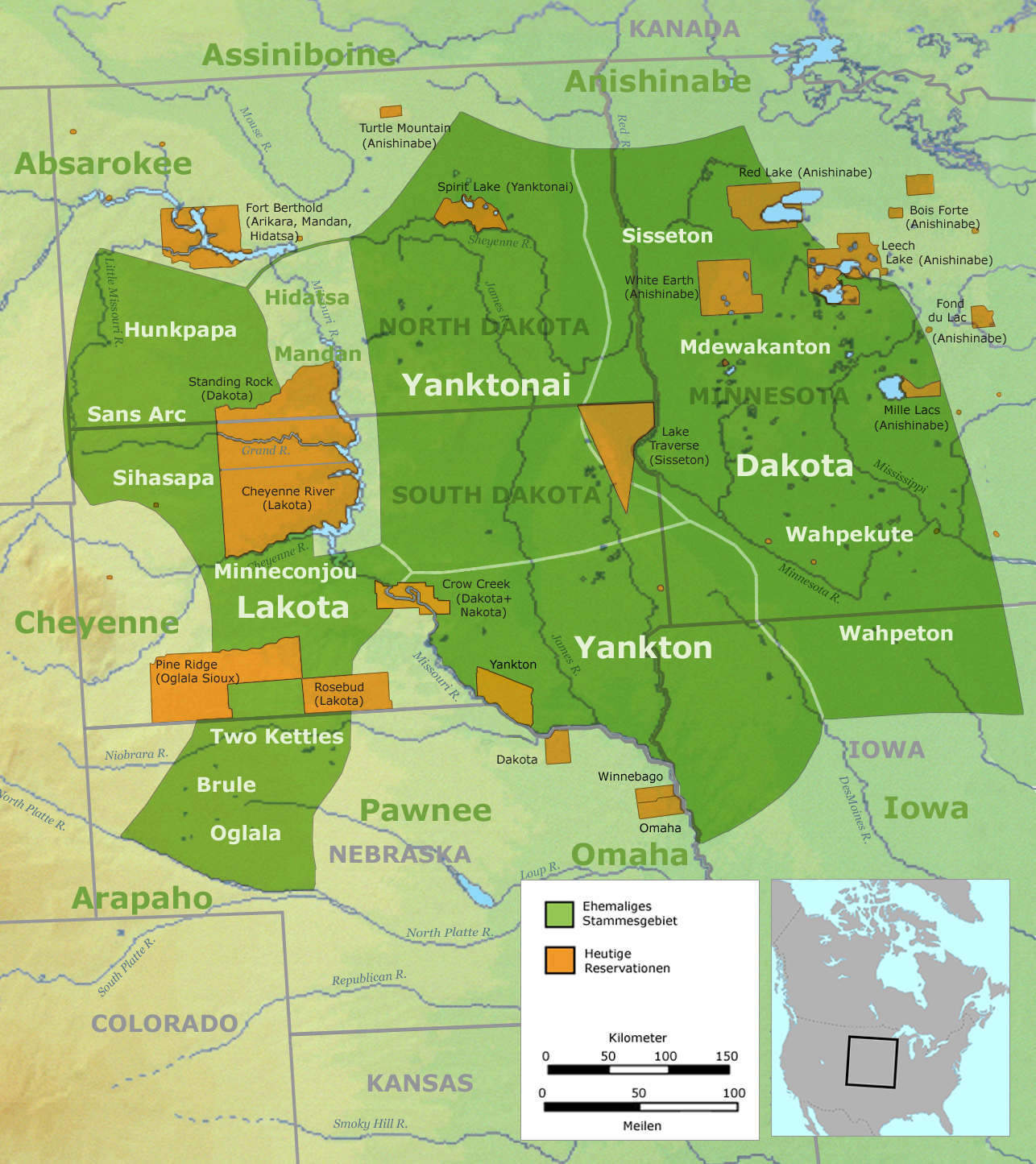
Ursprüngliches Stammesgebiet der Dakota. Das Reservat Santee Sioux wird mit 'Dakota' auf der Karte bezeichnet. (Unter dem weißen Schriftzug Yankton)

Die Santee Sioux Reservation ist das Indianerreservat der Santee Sioux Nation in Knox County im US-Bundesstaat Nebraska an der Grenze zu South Dakota. Die indianische Reservatsverwaltung befindet sich in Niobrara westlich des Reservats und nicht auf Reservatsgebiet.
Das Reservat liegt südlich des Lewis and Clark Lake, am Missouri River. Nach einer Volkszählung im Jahr 2000 hatte das Reservat 878 Bewohner, von denen 64,1 % Ureinwohner und 33,7 % Weiße waren. Die Fläche des Reservats beträgt 447,84 km². Die größte Siedlung ist Santee mit 346 Einwohnern.
Das Reservat wurde nach dem Sioux-Aufstand am 3. März 1863 vom Amerikanischen Kongress als Niobrara Reservation gegründet. Hier wurden überlebende Sioux-Indianner-Stämme aus Minnesota nach dem Sioux-Aufstand angesiedelt.

## Geschichte

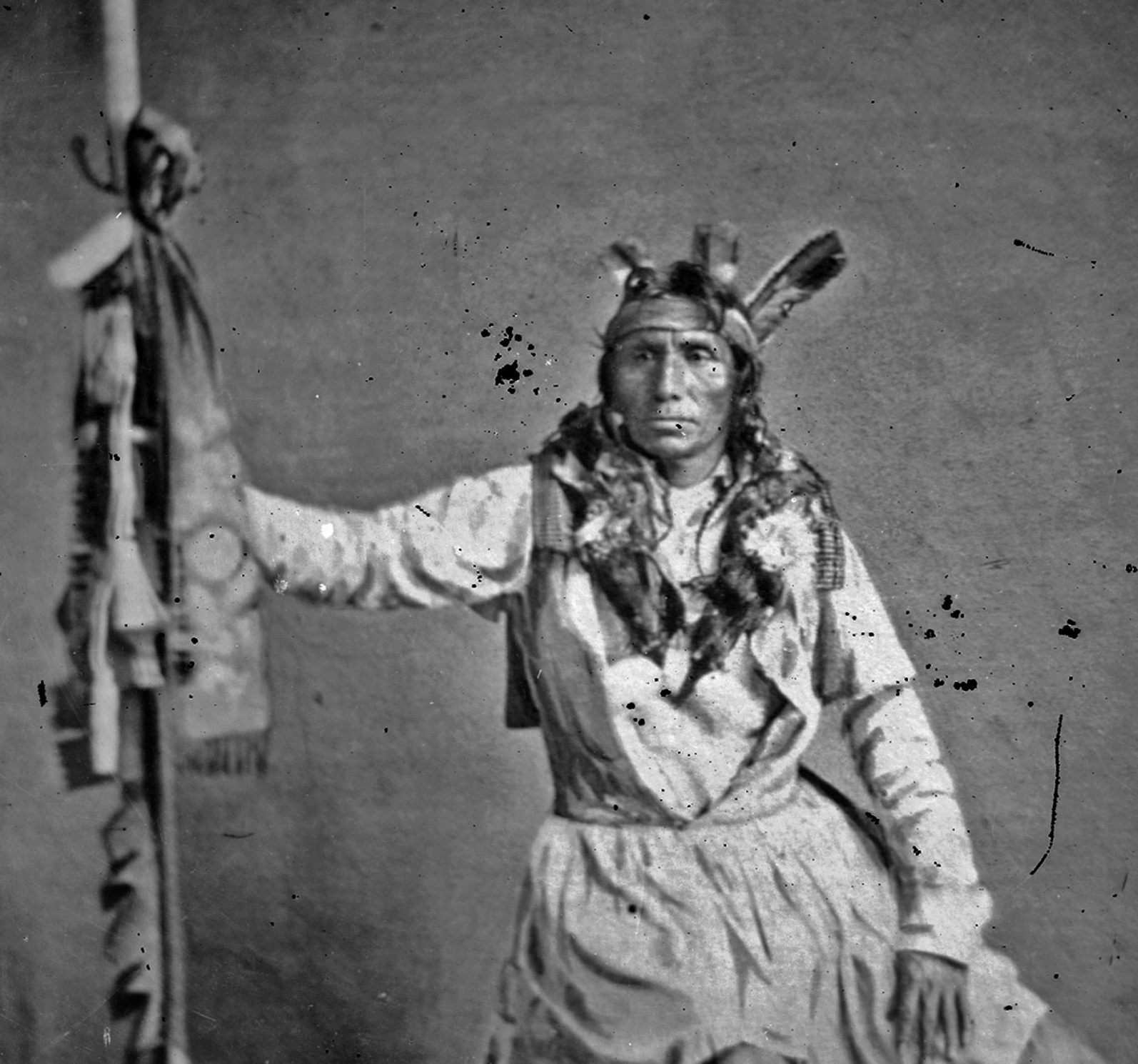
Häuptling Taoyateduta, besser bekannt als Little Crow

### Santee-Dakota-Sioux in Minnesota
Die Santee-Dakota-Sioux stammen aus Minnesota westlich der großen Seen. Im Jahr 1851 verkauften die Santee-Sioux einen Großteil ihres Stammesgebietes (zirka 90.000 km²), das sie mit anderen Stämmen bewohnten und bejagten, im heutigen Bundesstaat Minnesota an die Vereinigten Staaten mit der Unterzeichnung des Vertrags von Mendota für 1.410.000 Dollar. Sie erhielten dafür im Gegenzug eine Reservation am Minnesota, die Lower Sioux Agency, eine Einmalzahlung von 220.000 US-Dollar und das Versprechen auf jährliche Zahlungen und Warenlieferungen. Von den bezahlten 220.000 Dollar erhielten die Indianer aber nur 20.000 Dollar, die an die Häuptlinge ausgezahlt wurden, und Waren im Wert von 40.000 Dollar. Der Rest ging an weiße Händler, die die Indianer genötigt hatten, ihre Schulden mit dem Geld zu begleichen. Profiteure waren damit weiße Händler wie Henry Hastings Sibley. In der Folge gab es Versuche, die Dakota zu sesshaften Farmern zu machen. Einer der Vorreiter war dabei der einflussreiche Häuptling Little Crow (Taoyateduta), zugleich auch einer der Unterzeichner des Vertrags von 1851. Das Reservat der Indianer wurde 1858 durch Verträge, unterzeichnet in Washington, weiter verkleinert, als Minnesota als Bundesstaat die Aufnahme in die Vereinigten Staaten erlangte. Dabei gingen die Gebiete nördlich des Minnesota verloren. Nun waren die Mdewakanton Sioux endgültig von der Regierung der Vereinigten Staaten und von weißen Händlern abhängig. Das verbliebene Land reichte nicht, sich selber zu versorgen. Die großen Profiteure waren die Händler, die bis zu 400 % Profit auf Waren und Leistungen erzielten. Auch die Stammesgesellschaft drohte auseinanderzubrechen, da jährliche Zahlungen nicht an den Stamm, sondern an die individuellen Haushalte bezahlt wurden. Dies führte zu einem Machtverlust der Häuptlinge. Im Jahr 1862 blieben die Zahlungen aus Washington aus. Die Bewohner des Reservats hungerten, da auch die Ernte 1861 schlecht ausgefallen war. Diese Umstände führten dann zum Sioux-Aufstand. Der Aufstand wurde von den Vereinigten Staaten niedergeschlagen. Die Santee ergaben sich und ließen ihre Gefangenen frei.

## Umsiedlung nach Nebraska
Die gefangenen Mitglieder der Santee, etwa 1300 bis 1700 Menschen, wurden nach Niobrara in Nebraska, Davenport in Iowa und Fort Thompson in South Dakota gebracht. Aber nicht nur die aufständischen Santee, sondern auch die am Aufstand nicht beteiligten Sioux der Upper Sioux Agency wurden aus Minnesota vertrieben.
Im Mai 1866 werden 247 ursprünglich in Davenport (Iowa) internierte Indianer im Reservat angesiedelt. Am 11. Juni 1866 kamen die Internierten von Fort Thompson Crow Creek Reservation hinzu. Im Crow Creek herrschte zu dieser Zeit eine große Dürre, und viele der dort Internierten waren gestorben. 1867 baute der Missionar Samuel Dutton Hinman die erste Kirche im Reservat, dort wo sich heute die „Most Merciful Savior Church“ befindet. Das Gebäude diente auch als Indianerschule. Bis 1870 baute er weitere Gebäude, wie eine eigene Schule und ein Krankenhaus. 250 Bewohner des Reservats nahmen den christlichen Glauben an.
1869 gaben 25 Familien ihre Stammesangehörigkeit auf, wurden US-Staatsbürger und erhielten im Rahmen des Homestead-Programms Land am Big Sioux River in Süd-Dakota, dem heutigen Flandreau (siehe auch Flandreau Indian Reservation).
Im Oktober 1869 bekam das Reservat seine eigene Polizei. Im Juni 1870 zerstörte ein Tornado Schule und Kirche. Im August 1871 bekam das Reservat eine eigene Zeitung, die lapi Oaye. Die Santee Normal Training School wurde eröffnet. Am 22. Januar 1878 wurden erstmals Wahlen für einen Reservats-Rat abgehalten, und im Sommer 1884 bekam das Reservat ein eigenes Gericht. Polizei und Gericht wurden 1891 wieder abgeschafft.
Am 3. Februar 1887 wurde die Benutzung der Dakota-Sprache in der Santee Normal Training School verboten.
1917 wurde die Santee Agency des Bureau of Indian Affairs (BIA) geschlossen. Die Winnebago Agency ist seitdem für das Reservat zuständig. 1935 wurde die Normal Training School geschlossen.

### Staudammbau

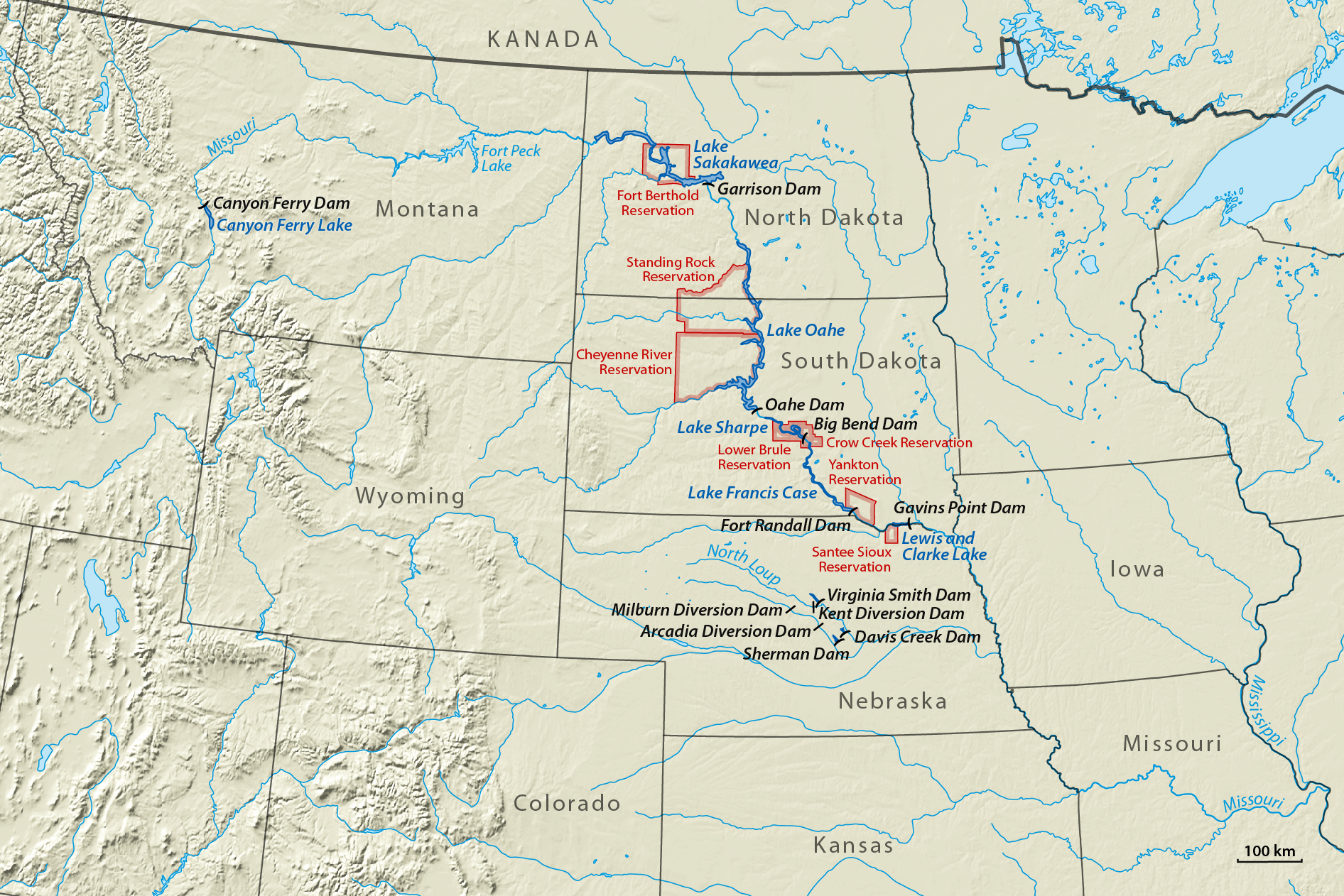
Lage der Staudämme des Pick–Sloan-Programms sowie der von Überflutungen betroffenen Indianerreservate, darunter die Santee Sioux Reservation

Durch den Bau des Gavins Point Dam zwischen 1952 und 1957 im Rahmen des Pick–Sloan-Projekts entstand der Stausee Lewis and Clark Lake und überflutete Teile des Reservats. Rund 2,4 Quadratkilometer (593 Acres) fruchtbares Land des Reservats gingen verloren. Weitere knapp 1,7 km² (412 Acres) der zum Reservatsgebiet gehörenden Niobrara-Insel wurden ebenfalls überflutet. Erst 1999 sprach der US-Kongress der Reservatsregierung eine Entschädigung von 8 Millionen Dollar zu.

## Wirtschaft
Seit den 1990er Jahren erlaubt die Reservatsregierung Glücksspiel auf dem Reservatsgebiet, dem ersten Ort in Nebraska, in dem das Glücksspiel erlaubt ist. Ein vom Stamm betriebenes Casino wurde eröffnet. Am 15. Februar 2013 wurde das neue Ohiya Casino – Resort mit Golfplatz und Klubhaus eröffnet. „Ohiya“ bedeutet gewinnen in der Lakota-Sprache.

## Regierung
Das Reservat besitzt eine eigene Regierung. Das Council besteht aus acht Mitgliedern. Je ein Ratsmitglied wird von den Wahlberechtigten der vier Bezirke Santee District, Hobu Creek, Howe Creek und Bazil Creek gewählt. Vier weitere – Vorsitzender (Chairman), Stellvertretender Vorsitzender (Vice Chairman), Schriftführer (Secretary) und Schatzmeister (Treasurer) des Council – werden unabhängig von den Bezirken von den wahlberechtigten Stammesmitgliedern gewählt. Der Vorsitzende hat eine Amtszeit von vier Jahren, der Stellvertretende Vorsitzende drei Jahre und der Schatzmeister zwei Jahre. Wahlberechtigt sind Stammesmitglieder, die mindestens 18 Jahre alt sind und seit mindestens 6 Monaten ihren ständigen Wohnsitz im Reservatsgebiet haben. Da die meisten Stammesmitglieder außerhalb des Reservats ihren ständigen Wohnsitz haben, führte dies in der Vergangenheit zu Spannungen.